# Диспенсаціоналізм
Диспенсаціоналі́зм — школа протестантського християнського богослов'я, богословське вчення, що полягає у розділенні всієї історії людства на кілька епох — «диспенсацій», упродовж яких Бог поступово дає людям об'явлення.
Англійське слово «dispensation» походить від давньогрецького οικονομια (управління, господарювання, домоврядування) і означає певний Божий метод, яким Він управляє людством. Слово «диспенсація» також вживається у значенні епохи, віку, періоду часу, коли Бог здійснює таке управління. Диспенсаціоналізм протилежний «теорії завітів» або «ковенантній теорії», згідно з якою Бог уклав цілком відомий договір з Адамом, як представником людства, щодо спасіння.
Диспенсаціоналізм почав розвиватися в XIX столітті, його засновниками і основоположниками є Джон Нельсон Дарбі, Кір Інгерсон Скоуфілд, Льюїс Сперрі Чейфер.
В Україні диспенсаціоналізм представлений Київською біблійною церквою «Слово Боже» та Львівською біблійною церквою «Слово Боже».

## Вчення
Основні тези диспенсаціоналізму:
- Слава Божа — головна ціль у Всесвіті в усі епохи, а спасіння людини другорядне щодо головної цілі.
- Ізраїль і Церква — дві різні формації. Під Ізраєлем розуміється врятований Богом народ від часів Авраама і до сучасності; Церкву ж складають врятовані в сучасну епоху.
- Буквальне (неалегоричне) історико-лексико-граматичне тлумачення Біблії. Біблію треба тлумачити буквально, за винятком, наприклад, притч, чий алегоризм очевидний.
- Спасіння в усі епохи (диспенсації) відбувалося і досі відбувається згідно Божої благодаті, через віру, тоді як справи для спасіння неважливі. На думку деяких богословів-диспенсаціоналістів об'єкт віри змінювався, але таким об'єктом завжди були обітниці Божі. В епоху Церкви спасіння дається через віру в Ісуса Христа, Його заступницьку смерть за гріхи людства.

Історія світу поділяється на диспенсації:
- Невинність — від створення Адама до вигнання його з Євою з Едему.
- Совість — від гріхопадіння до Всесвітнього потопу.
- Людське правління — після потопу людство несе відповідальність за введення смертної кари. Закінчується розділенням народів після провалу створення Вавилонській вежі.
- Обіцянка — від часів Авраама до Мойсея. Закінчується відмовою увійти в Ханаан і 40 роками блукань у пустелі.
- Закон — від Мойсея до розп'яття Ісуса Христа. Закінчується втратою ізраїльтянами державності в 70 році нашої ери.
- Благодать — поточна епоха від Ісуса Христа до майбутнього Божого гніву, в яку підноситься Церква.
- Тисячолітнє царство — 1000-річне правління Христа на землі, зосереджене в Єрусалимі, яке закінчиться Божим вироком щодо людству.